# Yokosuka B4Y
Yokosuka B4Y (яп. 九六式艦上攻撃機, Kjúroku šiki kandžó kógekiki) — серійний палубний торпедоносець Імперського флоту Японії періоду Другої світової війни.
Кодова назва союзників - «Джин» (англ. Jean).

## Історія створення
У 1934 році Імперський флот Японії, в рамках специфікації «9-Shi», оголосив конкурс на новий палубний бомбардувальник-торпедоносець, який мав замінити не дуже вдалий Yokosuka B3Y. У конкурсі взяли участь фірми «Міцубісі», «Накадзіма» та 1-й авіаційний арсенал флоту, розташований в місті Йокосука. За результатами конкурсу планувалось вибрати найкращий літак та запустити його в серійне виробництво.
В Йокосуці над створенням літака, який отримав позначення B4Y1, працював колектив конструкторів під керівництвом Санае Кавасакі. Проект допускав можливість встановлення на літак різних типів двигунів, а для забезпечення швидкої розробки в конструкції літака були використані ряд вузлів та агрегатів, які вже використовувались на інших машинах. Внаслідок застосування такого підходу з'явився гібрид, який мав спроектований з нуля фюзеляж та біпланну коробку, запозичену в Kawanishi E7K. Кабіна пілота була відкритою, кабіни радіооператора та стрільця-спостерігача були закриті. 
Перший прототип, оснащений V-подібним 12-циліндровим двигуном рідинного охолодження Hiro Type 91 потужністю 620 к.с., здійснив політ в кінці 1935 року. Протягом наступного року було збудовано ще 4 літаки - 2 з 9-циліндровим зіркоподібним двигуном повітряного охолодження Nakajima Kotobuki-3 потужністю 640 к.с., і 2 - з 9-циліндровим зіркоподібним двигуном повітряного охолодження Nakajima Hikari-2 потужністю 840 к.с.
Останні два літаки взяли участь у тестових випробуваннях і виявились кращими за Mitsubishi Ka-12 і Nakajima B4N. 
Зазнавши певних змін (конструктори відмовились від закритих кабін, і всі вони були виконані відкритими), у 1936 році літак був запущений у серійне виробництво під офіційною назвою «Палубний бомбардувальник-торпедоносець морський Тип 96».
Всього було виготовлено 205 літаків (включаючи прототипи).

## Тактико-технічні характеристики

### Технічні характеристики
- Екіпаж: 3 чоловіка
- Довжина: 10,15 м
- Висота: 4,36 м
- Розмах крил: 15,0 м
- Площа крил: 50,0 м ²
- Маса порожнього: 2 000 кг
- Маса спорядженого: 3 600 кг
- Навантаження на крило: 72 кг/м²
- Двигун 9-циліндровий радіальний двигун Nakajima Hikari-2
- Потужність: 840 к. с.
- Питома потужність: 4.3 кг/к.с.

### Льотні характеристики
- Максимальна швидкість: 278 км/г на висоті
- Практична дальність: 1 580 км
- Практична стеля: 6 000 м
- Швидкість підйому: на 3000 м - 14 хв.

### Озброєння
- Кулеметне: 1× 7,7 мм кулемет «Тип 92»
- Бомбове навантаження:
  - 1× 800 кг торпеда або
  - 500 кг бомб

## Історія використання

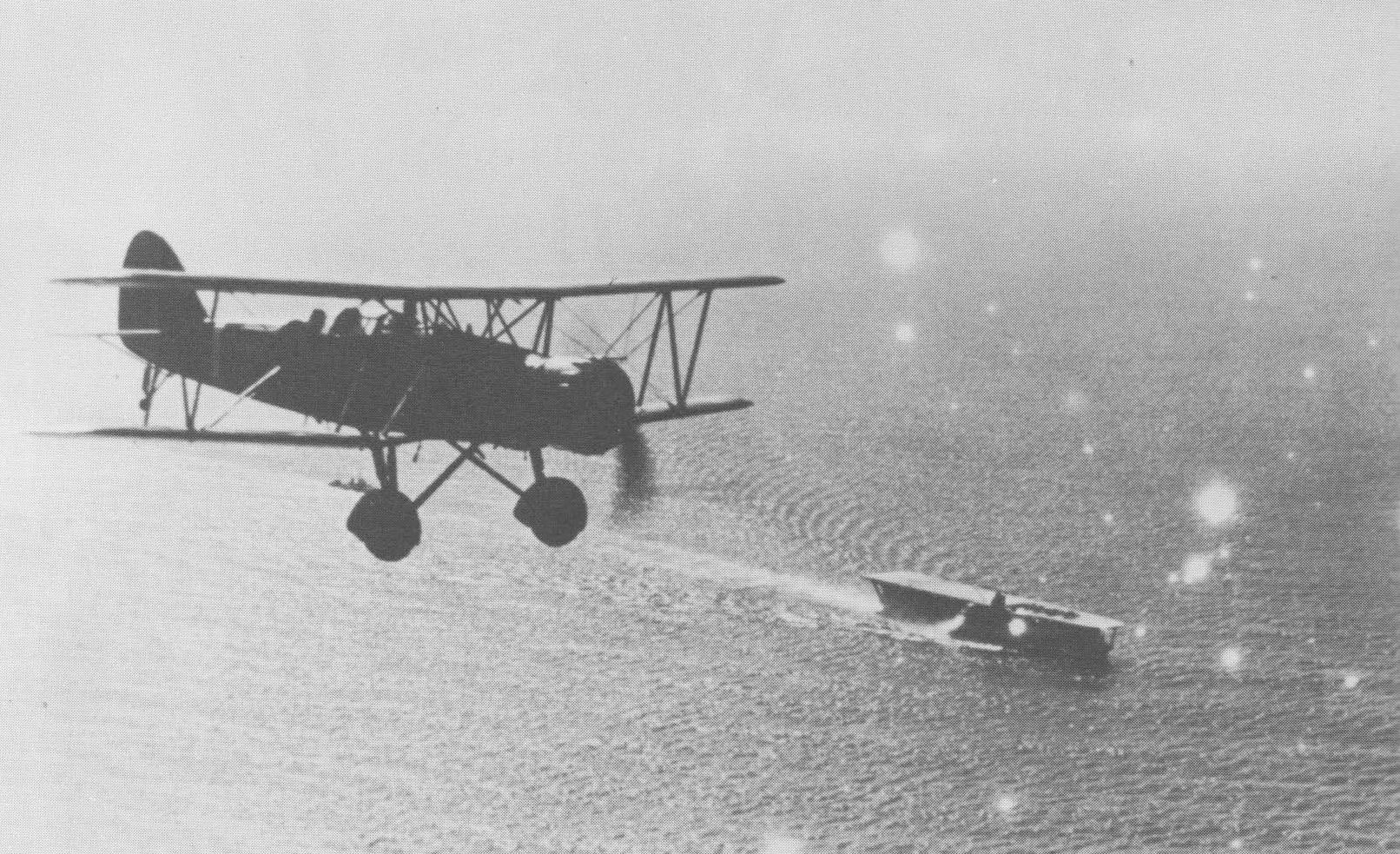
B4Y в польоті. На фоні авіаносець Каґа, біля Китаю у 1937 або 1938

До 1940 року літаки B4Y, діючи з авіаносців «Хошо», «Акаґі», «Каґа», «Сорю» та «Рюдзьо», брали участь в Японсько-китайській війні. Через свою морально застарілу конструкцію вони не відповідали рівню нових палубних винищувачів Nakajima B5N, що суттєво ускладнювало взаємодію окремих частин палубної авіації, тому згодом B4Y почали переводитись на сухопутні бази. До кінця 1941 року B4Y вже знаходились в частинах другої лінії та навчальних підрозділах. 
Лише найстаріший японський авіаносець «Хошо» мав на своєму борту 8 літаків B4Y, але після залучення його до бойових дій був переозброєний сучаснішими бомбардувальниками-трпедоносцями.

## Оператори
Японська імперія
- Авіація імперського флоту Японії
  - Авіаносець Хошо
  - Авіаносець Акаґі
  - Авіаносець Каґа
  - Авіаносець Сорю
  - Авіаносець Рюдзьо
  - 13-ий авіазагін
  - 15-ий авіазагін